# 永嘉玄覚
永嘉玄覚（ようか げんかく）は、中国の唐代の禅僧。諡は無相禅師。俗姓は戴。温州永嘉県の出身。禅宗の六祖慧能の直弟子である。

## 生涯
生来、聡明俊敏な人物であり、少年期に天台宗で出家し三蔵を修め、四六時中禅の修行に打ち込んでいた。やがて師の勧めで六祖慧能の住む曹渓を訪れた。
玄覚は修行僧の常識である所定の手続きや作法を無視して、いきなり慧能の住居に押し入り座禅中の慧能の周りを3周し錫杖を鳴らして立った。慧能が玄覚の傍若無人な振る舞いを咎めると、玄覚は「生死の大問題を解決するのが最優先であり、威儀や作法に関わっている暇はない」と言い返した。その弁に感心し、禅定力をみた慧能はその日のうちに印可を与えた。一晩で埒を開けてしまった玄覚を人々は「一宿客」とあだ名したという。
永嘉県に帰った玄覚の元にはその名声を慕い多くの修行僧が集った。その後、『六祖壇経』の内容を再構成した禅の古典の一つである『証道歌』が作られた。
『証道歌』は日本の曹洞宗で現在でも読まれている経の作者であるとされているが、歴史学的な証拠は存在しない。

## 関係文献
- CiNii>永嘉玄覚
- INBUDS>永嘉玄覚
- 芳賀洞然『五燈会元鈔講話：中国禅界の巨匠たち』淡交社、1996年。ISBN 4473014762。